# 김인 (성우)
김인(1982년 8월 29일 ~ )은 대한민국의 성우로, 2012년 한국방송 성우극회 공채 37기로 입사했다.

## 애니메이션
- 드래곤 에그(KBS) - 카이저
- 몬스터헌터 스토리즈 라이드온 (재능TV, 카툰네트워크) - 옴나촌장, 비츠
- 헬로 카봇 리턴즈(SBS) - 레이저

## 외화
- 닥터후 시즌 9(KBS) - 초프라(니트 모헌), 스크레치(로버트 커티스)
- 닥터 포스터 시즌 1(KBS) - 대니얼 스펜서(릭키 닉슨),  루크(시안 베리)
- 더 컬렉션(KBS) - 빌리(맥스 디콘)
- 리썰 웨폰(KBS) - 디노(크리스 코이)
- 블랙 팬서 - 음바쿠(윈스턴 듀크)
- 어벤져스: 인피니티 워 - 음바쿠(윈스턴 듀크)
- 인피니트(KBS) - 아벨(톰 휴스)

## 특촬물
- 가면라이더 리바이스(대원방송) - 원동균

## 라디오 드라마

### 소설극장(KBS 3라디오)
- 2012.08.04 ~ 2012.10.05 이정명 <별을 스치는 바람> (윤동주)
- 2012.10.06 ~ 2012.11.09 백영옥 <실연당한 사람들을 위한 일곱시 조찬 모임> (사강아빠/차대리)
- 2012.11.10 ~ 2012.12.19 이승우 <지상의 노래> (강영호)
- 2012.12.20 ~ 2013.01.24 조세희 <난쟁이가 쏘아올린 작은 공> (지섭)
- 2013.01.25 ~ 2013.03.07 심윤경 <사랑이 달리다> (작은 오빠)
- 2013.03.08 ~ 2013.04.06 백가흠 <나프탈렌> (경찰관)
- 2013.04.07 ~ 2013.05.03 이주호,황조윤 <광해, 왕이 된 남자> (도진웅)
- 2013.07.08 ~ 2013.08.02 스콧 피츠제럴드 <위대한 개츠비> (중년남)
- 2013.08.03 ~ 2013.10.02 이정명 <천국의 소년> (윤영대소장)
- 2013.10.03 ~ 2014.01.20 조정래 <정글만리> (김현곤)

### 라디오 극장(KBS 한민족 방송)
- 2012.04.01 ~ 2012.04.30 김탁환 <열녀문의 비밀> (정조/임호)
- 2012.10.01 ~ 2012.10.31 고정욱 <까칠한 재석이가 돌아왔다> (우태균/교장)
- 2012.11.01 ~ 2012.11.30 김별아 <채홍> (봉여/남자)
- 2013.03.01 ~ 2013.03.31 최일남 <그리고 흔들리는 배> (곽봉식)
- 2013.04.01 ~ 2013.04.30 양귀자 <모순> (부장/이씨/조폭두목)
- 2013.05.01 ~ 2013.05.31 성석제 <위풍당당> (명철)
- 2013.06.01 ~ 2013.06.30 이도우 <사서함 110호의 우편물) (황해조//형사1/손님/안내원)
- 2013.07.01 ~ 2013.07.31 박선희 <도미노 구라파식 이층집> (황무열)
- 2013.08.01 ~ 2013.08.31 주호민 <신과 함께> (김자홍)
- 2013.10.01 ~ 2013.10.31 전민식 <개를 산책시키는 남자> (김씨)
- 2013.11.01 ~ 2013.11.30 박범신 <소금> (이혼남/김승민/약사/혜란오빠)
- 2013.12.01 ~ 2013.12.31 조완선 <천년을 훔치다> (정찬국)
- 2014.03.01 ~ 2014.04.30 천명관 <고래> (해설)
- 2014.10.01 ~ 2014.10.31 윤고은 <밤의 여행자들> (럭)
- 2018.01.01 ~ 2018.01.31 김호연 <고스트 라이터즈> (김시영)
- 2019.01.01 ~ 2019.01.31 정재한 <미남당 사건수첩> (수철)

### 라디오 독서실(KBS 2라디오)
- 2012.02.26 조현 <그 순간 너와 나는> (남직원)
- 2012.03.18 최민석 <부산말로는 할 수 없었던 이방인 부르스의 말로> (벌교어깨/시민4)
- 2012.04.01 구효서 <이발소 거울> (이발사2)
- 2012.04.15 윤흥길 <종탑 아래에서> (나기형)
- 2012.04.29 은희경 <빈 처> (동구)
- 2012.05.20 김유정 <만무방> (순경)
- 2012.05.27 김소진 <눈사람 속의 검은 항아리> (창이)
- 2012.07.08 강병융 <낙찰> (슈퍼맨대장)
- 2012.07.29 박해로 <운수 나쁜 날> (순사1)
- 2012.08.05 조선희 <버들고리> (의사)
- 2012.08.19 채만식 <레디메이드 인생> (시민1)
- 2012.09.02 김성중 <국경시장> (주코)
- 2012.10.14 김수정 <삵> (조장)
- 2012.10.21 박민규 <로드킬> (백)
- 2012.11.04 김중혁 <요요> (평론가)
- 2012.11.25 김종은 <버틸 수 있겠어?> (운전자)
- 2012.12.09 편혜영 <블랙아웃> (사장)
- 2012.12.16 백가흠 <The song> (김문식)
- 2013.01.06 작자미상 <장끼전> (따오기/장끼2)
- 2013.01.13 김종광 <낙서문학사 발흥사편> (박길호)
- 2013.02.10 이미경 <우울군 슬픈읍 늙으면> (형사)
- 2013.02.17 김애란 <침묵의 미래> (관리자)
- 2013.02.24 이평재 <당신이 모르는 이야기> (경찰관)
- 2013.03.10 전성태 <배웅> (심사관)
- 2013.03.24 정세랑 <옥상에서 만나요> (남편)
- 2013.04.14 신희 <아직 오지 않은 거리> (남자마네킹)
- 2013.05.19 김경욱 <인생은 아름다워> (해설)
- 2013.06.02 손보미 <대관람차> (팀장)
- 2013.06.09 손창섭 <잉여인간> (채익준)
- 2013.06.16 박완서 <아저씨의 훈장> (아버지)
- 2013.06.30 박민규 <아...르무...리...오> (심성보)
- 2013.07.07 김희선 <이제는 우리가 헤어져야 할 시간> (김홍석)
- 2013.07.14 김서령 <어떤 일요일에 전하는 안부인사> (조부장)
- 2013.08.11 권순정 <목욕탕> (형사)
- 2013.09.01 김동인 <붉은산> (송첨지)
- 2013.09.15 작자미상 <바리데기> (석가세존)
- 2013.10.06 은희경 <서정시대> (아빠)
- 2013.10.27 이상 <지팡이 역사> (S)
- 2013.12.01 이승우 <나는 아주 오래 살 것이다> (강전무)
- 2013.12.08 이기호 <김 박사는 누구인가> (아빠)
- 2013.12.15 이미경 <택배 왔어요> (사기꾼)
- 2014.01.05 김승옥 <무진기행> (조)
- 2014.03.30 박형서 <무한의 흰 벽> (범수)
- 2015.01.25 장성욱 <수족관> (새우)
- 2015.06.28 성석제 <블랙박스> (박세관)
- 2015.11.08 김나정 <어쩌다> (삼중)
- 2016.06.15 이갑수 <T.O.P> (좌호법)

### 라디오 문학관(KBS 한민족 방송)
- 2016.10.09 김영하 <너를 사랑하고도> (박영수)

### KBS 무대(KBS 한민족 방송)
- 2012.07.14 <방문객> (원장)
- 2012.08.18 <달빛 0번지> (노인남)
- 2012.09.08 <회복> (취객)
- 2012.09.15 <사랑을 건네다> (점장)
- 2012.10.13 <연산의 꿈> (신씨)
- 2012.10.20 <남 걱정 공화국> (남규)
- 2012.10.27 <천년송> (최치원/김삿갓)
- 2012.11.10 <길 위의 사람들> (혜숙남편)
- 2012.12.08 <울엄마 봉순씨> (김씨)
- 2013.01.19 <걸어도 걸어도> (직원)
- 2013.01.26 <꽃이 되어 봄이 오게 하리> (40대남자)
- 2013.02.02 <NOBLE CLUB> (정우)
- 2013.02.09 <달빛 소나타> (상철)
- 2013.03.23 <눈물꽃> (의사)
- 2013.04.13 <날아라 버스야> (노인남/노인남1)
- 2013.04.20 <낙타를 빌려드립니다> (해설)
- 2013.05.04 <홍제원 여인> (만득)
- 2013.05.11 <율포시곡> (노인)
- 2013.05.18 <가장 멀리 있는 나> (정빈할아버지)
- 2013.05.25 <신의 유혹> (남자1)
- 2013.06.01 <별이 빛나는 밤에> (나형사)
- 2013.06.22 <노을> (권주혁)
- 2013.07.06 <램프가 있는 방> (은희부)
- 2013.07.13 <꽃이 피었다> (스님)
- 2013.07.27 <고해> (선재부)
- 2013.08.17 <두 여자> (교사)
- 2013.09.07 <웬수들의 합창> (김동환)
- 2013.09.21 <아빠와 노래를> (남자)
- 2013.10.05 <그녀의 하이힐에 관한 9cm의 짧은 고찰> (박국장)
- 2013.10.12 <청담동 개츠비> (친구1)
- 2013.10.19 <금의 환향은 아니어도> (조씨)
- 2013.10.26 <가족> (김씨)
- 2013.11.09 <오래된 인연> (젊은 근호)
- 2013.11.16 <기차는 8시에 떠나네> (원장)
- 2013.11.23 <소수의 사례> (의사)
- 2013.11.30 <타고났거나 변했거나> (홍변호사)
- 2013.12.28 <7층집 슬리퍼> (아저씨1p.)
- 2014.02.15 <별이 뜨면 언제나> (취객)
- 2014.08.23 <알카트레즈를 떠나며> (윤수)
- 2014.12.27 <그림자를 견뎌라> (상우)
- 2015.05.23 <껌뱉지맙시다> (이민구)
- 2016.01.02 <둥근 달이 떴습니다> (승찬)
- 2016.07.16 <관계자 출입금지> (지호)
- 2016.12.17 <내게 비트를 들려줘> (김성후)
- 2018.01.27 <핑크색 매니큐어> (교도관1)
- 2019.04.27 <전설의 고향> (선비)

책 읽는 밤 (KBS 1라디오)
- (낭독 / 연기)

다큐멘터리 역사를 찾아서 (KBS 1라디오)
- (연기)

다큐멘터리 혁신의 승부사 (KBS 1라디오) 
- 2013.10.28 ~ 2013.12.31 제1화 페이스북 세상을 모두 연결하다. (에두왈도 세브린 / 톰 웰리)

특별기획 아주 특별한 기부 <내 인생의 책> (KBS 3라디오)
- 2012.07.29 김구 <백범일지> (안창호)
- 2012.08.26 간디 자서전 (제자)
- 2012.10.28 김승옥의 <무진기행> (장인 / 시찰원3)
- 2012.11.25 생떽쥐베리 <어린왕자> (임금)
- 2012.12.23 빅터 프랭클 <죽음의 수용소에서> (수감자)
- 2013.09.29 할레드 호세이니 <연을 쫓는 아이> (알리)

창사기념 특집 소리 동화 3부작 <역사 속의 장애 위인> (KBS 3라디오)
- 2012.03.01 제1부 임진왜란의 숨은 영웅 장애인 장군 황대중 (병사)
- 2012.03.02 제2부 한발 정승 윤지완 (선조)

특별기획 <강원도 문학기행> 3부작 (KBS 1라디오)
- 2013.05.29 제1편 메밀밭에서 피어난 토속문학, 봉평 이효석 문학관 (이효석 作 메밀꽃 필 무렵 '허생원')
- 2013.05.30 제2편 동백꽃 피는 실계마을 춘천 김유정 문학촌 (김유정 作 봄봄 '남자')

한국 근대문학 기행, <모란, 소나기, 그리고 서시> (KBS 한민족 방송, KBS 1라디오 공동기획)
- 2014.06.20 제1편 찬란한 슬픔, 김영랑입니다. (김현철 '아버지 그립고야' 낭독)
- 2014.10.31 제3편 별이 된 시인, 윤동주 (정병욱 교수)

연중기획 <이제, 나는 대한민국 국민입니다> (KBS 한민족 방송)
- 2014.05.31 제05부 함경도에서 온 임향 그녀가 만드는 통일 향기 (남자 / 탈북인)
- 2014.07.29 제07부 정성산의 평양 마리아 (남자)
- 2014.08.30 제08부 사할린 동포, 최복이 (박회동 회장 / 아들)

## 다큐
- 2014.08.12 KBS 다큐 공감 - 교황 방한 특별 기획 서소문, 잃어버린 100년의 역사 (해설)
- 2014.10.25 KBS 다큐 공감 - 삼인삼색 꿈꾸는 카메라 (해설)
- 2014.09.25 KBS 파노라마 - 통일을 보는 2가지 테마 제 1부 4강의 한반도 통일 방정식
- 2014.11.21 KBS 파노라마 - 21세기 짜르의 탄생, 푸틴
- 2015.01.30 MBC 다큐프라임 288회 - 추사 김정희, 19세기 지식 한류를 열다
- 2015.04.12 KBS 동물의 왕국 - 코끼리와 함께하는 사람들 (1)
- 2015.04.19 KBS 동물의 왕국 - 코끼리와 함께하는 사람들 (2)
- 2015.04.26 KBS 동물의 왕국 - 코끼리와 함께하는 사람들 (3)
- 2015.09.24 KBS 동물의 세계 - 동물원 이야기 번식 프로젝트 (1)
- 2015.09.30 KBS 동물의 세계 - 동물원 이야기 번식 프로젝트 (2)
- 2015.10.01 KBS 동물의 세계 - 동물원 이야기 번식 프로젝트 (3)
- 2015.09.28 KBS 동물의 세계 - 추석특선 와일드 알래스카의 여름
- 2017.12.07 KBS 동물의 세계 - 동물들의 최종병기
- 2018.02.16 KBS 동물의 왕국 - 오지의 사냥꾼 제1부 솔로몬 제도의 상어부족
- 2018.02.17 KBS 동물의 왕국 - 오지의 사냥꾼 제2부 몽골의 검독수리 부족
- 2018.02.18 KBS 동물의 왕국 - 오지의 사냥꾼 제3부 에티오피아의 하이에나 부족
- 2018.03.01 KBS 동물의 세계 - 신비로운 초소형 동물들

## 게임
- 사이퍼즈 - 스톰쉐도우
- 세븐나이츠 - 태오,제이크,풍연,비담,여포,관우,파스칼
- 창세기전 4 - 시라노 번스타인, 빈센트 번스타인
- 던전앤파이터 - 케인(안개 속의 암살자), 게이트, 공허의 넥스

## 드라마CD
- 인어공주를 위하여(夜海) - 오윤수 (2008)

## 광고
- 2015 KB국민카드 징검다리 프로젝트 - 종합편 (2015)
- 2015 KB국민카드 징검다리 프로젝트 - 종합편 (2015)

## 영화
- 뷰티풀 보이스(2019) - 성우